# نصف ديم إصدار 1792

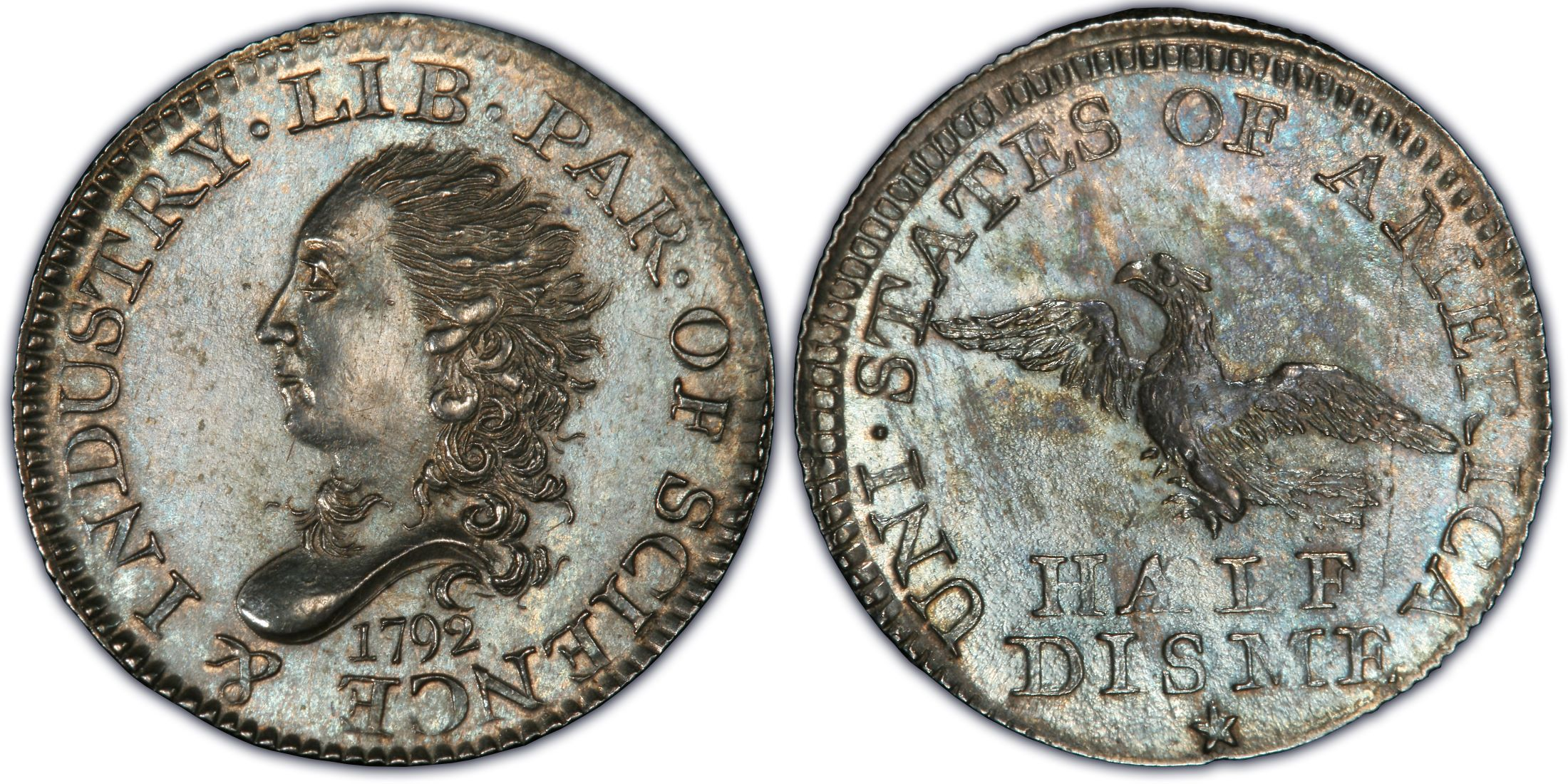
الوجه والظهر للنصف ديم

نصف ديم 1792 ( /ˈdiːm/ DEEM هو عملة فضية أمريكية بقيمة اسمية خمسة سنتات (1⁄20 دولار أمريكي) والتي سكت في عام 1792. ومع أنه يخضع للنقاش حول ما إذا كان المقصود من هذه العملة أن تكون عملة متداولة أم أنها مجرد إصدار تجريبي فقد أشار إليها الرئيس جورج واشنطن باعتبارها "بداية صغيرة" وفي النهاية أصدرت العديد من العملات المعدنية للتداول. إذ يُعتبر على نطاق واسع (مع أنه ليس عالميًا) أول عملة أمريكية سكوها بموجب قانون العملات لعام 1792.

## الوصف
قطر العملة هو 16.5 مـم (0.65 بوصة). ويظهر على الوجه الأمامي رأس الحرية ونقش LIB. PAR. OF SCIENCE & INDUSTRY LIB. PAR. OF SCIENCE & INDUSTRY LIB. PAR. OF SCIENCE & INDUSTRY "الحرية أم العلوم والصناعة." كما يظهر على الوجه الخلفي UNI. STATES OF AMERICA UNI. STATES OF AMERICA HALF DISME إلى جانب نسر ونجمة.

## الأصول
في حديثه أمام مجلس النواب في نوفمبر 1792 ذكر الرئيس واشنطن "نقص العملات المعدنية الصغيرة المتداولة" وذكر أنه بدأ العمل على إنشاء دار سك العملة الأمريكية وأن بعض نصف العملات المعدنية قد أنتج بالفعل. ففي هذه المرحلة عين معظم الموظفين، لكن مباني الدار وآلاتها لم تكن جاهزة بعد. ونتيجة لذلك أنتجوا نصف العملات المعدنية التي سكت في شهر يوليو/تموز عام 1792 أو حواليه باستخدام المرافق الخاصة للحرفي المحلي جون هاربر، مع أن ذلك كان تحت رعاية موظفي دار سك العملة الرسميين. وفي سجله الشخصي سجل وزير الخارجية توماس جيفرسون استلام 1500 عينة في 13 يوليو.
بسبب ارتباط الرئيس واشنطن بهذه العملات المبكرة يعتقد الفولكلور النقدي أن الصورة الموجودة على الوجه الأمامي هي صورة السيدة الأولى مارثا واشنطن وأن بعض العملات المعدنية سكت باستخدام أدوات فضية مذابة من منزل واشنطن. ومع ذلك لا يوجد دليل قاطع على أي من هذه الادعاءات. على العكس من ذلك تشير الأدلة التي كشف عنها من دفتر مذكرات توماس جيفرسون إلى أنه قدم "75 دولار فضي (مكسيكي)" وحصل على أول 1500 نصف ديم. ثم أنفق تلك العملات المعدنية في رحلته إلى منزله في مونتيسيلو.

## الإنتاج والندرة والقيمة
مع أن العدد الدقيق غير معروف فمن المعتقد أنهم أنتجوا ما بين 2000 و3500 عينة. كما لا زال ما يقرب من 10% من هذه العملات باقية حتى يومنا هذا، ويقدر أحد الخبراء أن هناك ما بين 250 و400 نصف ديم موجودة ويبدو أن معظمها كان يستخدم في التداول لبعض الوقت. بيعت عملة معدنية من فئة إيه يو55 من فئة نصف ديم تعود إلى عام 1792 بواسطة بيه سي جي أس في مزاد مقابل 138000 دولار في 23 يوليو 2004. قيمت عملة أم أس65 المصنفة بنصف ديم والتي يعود تاريخها إلى عام 1792 في عام 2018 في مسلسل تلفزيون الواقع الأمريكي باون ستارز بمبلغ يتراوح بين 500000 و600000 دولار. وبيعت عينة من مجموعة ستار المصنفة أم أس67 بواسطة بيه سي جي أس بمبلغ 1,322,500 دولار في 26 أبريل 2006. إن القطعة الأعلى تصنيفًا عدديًا لشركة ضمان العملات أن جي سي أم أس68 بيعت بمبلغ 1,500,000 دولار أمريكي في معاملة معاهدة خاصة في عام 2007.
مع أن جميع عملات النصف ديم تقريبًا لعام 1792 أنتجوها من سبيكة فضية إلا أن هناك قطعة ذات نمط فريد من النحاس معروفة أيضًا.

## روابط خارجية
- تاريخ نصف ديزم الكامل لعام 1792
- CoinResource.com - بيرش نصف ديم 1792